# 何塞·罗德里格斯 (足球运动员)
何塞·罗德里格斯（西班牙語：José Rodríguez，1994年12月16日—），全名何塞·罗德里格斯·马丁内斯（José Rodríguez Martínez），是一名西班牙足球运动员。

## 个人经历
何塞·罗德里格斯1994年12月6日生于西班牙巴伦西亚大区的比利亚霍约萨，少年时期的罗德里格斯曾经先后进入家乡球会比利亚霍约萨和埃尔库莱斯受训。
2009年，15岁的罗德里格斯加入皇家马德里青训营，成为皇马一员。
在皇马效力5年期间，尽管何塞·罗德里格斯仅获得一次代表球队一线队出场的机会，但凭借在俱乐部梯队的表现，他还是得到各级别青年国家队教练组的肯定。他先后入选西班牙U17国家队、 西班牙U19国家队、西班牙U20国家队，共有13次为国出战经历。
2014年夏季，何塞·罗德里格斯以租借的方式加入了西班牙足球甲级联赛球队拉科鲁尼亚，目前已代表球队出场3次，打进1球。